# Список населённых пунктов Даниловского района Ярославской области
Список населённых пунктов Даниловского района Ярославской области России.
Населённые пункты Даниловского района Ярославской области
- Данилов (г.)
- Абрамово (Середская с/а) (д.)
- Абрамово (Тороповская с/а) (д.)
- Агафоново (д.)
- Агеево (д.)
- Аголинское (д.)
- Аксенцево (д.)
- Аксинино (д.)
- Акулово (д.)
- Акуловское (Трофимовская с/а) (д.)
- Акуловское (Федуринская с/а) (д.)
- Алексеево (Даниловская с/а) (д.)
- Алексеево (Трофимовская с/а) (д.)
- Алексеевское (д.)
- Алексейцево (Дмитриевская с/а) (д.)
- Алексейцево (Марьинская с/а) (д.)
- Андриково (д.)
- Андроново (д.)
- Антонково (д.)
- Антоново (Покровская с/а) (д.)
- Антоново (Семивраговская с/а) (д.)
- Анфимово (д.)
- Апышево (д.)
- Артюково (д.)
- Ахматово (д.)
- Ачкасово (д.)
- Бабаево (д.)
- Бабино (д.)
- Бабурино (д.)
- Баглаево (д.)
- Базарово (д.)
- Баловино (д.)
- Барлово (д.)
- Баскаково (Бабаевская с/а) (д.)
- Баскаково (Семловская с/а) (д.)
- Баскаково (Середская с/а) (д.)
- Башенки (д.)
- Бедниково (д.)
- Беклюшки (д.)
- Белебино (д.)
- Берег (д.)
- Березники (д.)
- Берелево (д.)
- Берлюково (д.)
- Беседное (д.)
- Бисерово (д.)
- Блудово (д.)
- Богатиново (д.)
- Богданово (д.)
- Богородское (Дмитриевская с/а) (д.)
- Богородское (Семловская с/а) (д.)
- Бокарево (д.)
- Бологово (д.)
- Большое Бякишево (д.)
- Большое Левашово (д.)
- Большое Марьино (д.)
- Большое Сартово (д.)
- Большое Старово (д.)
- Большой Дор (д.)
- Борисково (Тороповская с/а) (д.)
- Борисково (Тороповская с/а) (д.)
- Борисово (д.)
- Борисцево (д.)
- Борщевка (д.)
- Борщевки (д.)
- Бреднево (д.)
- Брыкатино (д.)
- Будилово (д.)
- Булатово (д.)
- Бурцево (д.)
- Бухалово (с.)
- Бухтарицы (д.)
- Быкуши (д.)
- Варганово (д.)
- Василево (д.)
- Васильково (д.)
- Васильцево (д.)
- Вахтино (с.)
- Веденское (д.)
- Великий Двор (д.)
- Великово (д.)
- Великодворье (д.)
- Вернево (д.)
- Верхний Починок (д.)
- Верховины (д.)
- Взвоз (д.)
- Взглядово (Тороповская с/а) (д.)
- Взглядово (Шаготская с/а) (д.)
- Владычново (д.)
- Власово (д.)
- Вожерашь (д.)
- Вокшерино (д.)
- Вокшеры (д.)
- Волково (д.)
- Вологдино (Вахтинская с/а) (д.)
- Вологдино (Слободская с/а) (д.)
- Волосово (Ермаковская с/а) (д.)
- Волосово (Трофимовская с/а) (д.)
- Волшня (д.)
- Воробьево (д.)
- Воронино (д.)
- Вороново (д.)
- Ворошилки (д.)
- Востриково (д.)
- Выгарь (д.)
- Выползово (д.)
- Высоково (Зименковская с/а) (д.)
- Высоково (Киченки Середская с/а) (д.)
- Высоково (Середская с/а) (д.)
- Вяцково (д.)
- Гаврилищево (Шаготская с/а) (д.)
- Гаврильцево (Трофимовская с/а) (д.)
- Гасниково (д.)
- Георгиевское (с.)
- Герасимово (д.)
- Глазово (с.)
- Глездево (д.)
- Глухарево (д.)
- Глуховки (д.)
- Гнездилово (д.)
- Голики (д.)
- Головково (д.)
- Голодяево (д.)
- Горбово (д.)
- Горепатово (д.)
- Горинское (с.)
- Горушка (п.)
- Григорево (д.)
- Григорково (Бабаевская с/а) (д.)
- Григорково (Дмитриевская с/а) (д.)
- Гридино (д.)
- Гридкино (д.)
- Гудово (д.)
- Гужово (с.)
- Гулаково (д.)
- Давыдовское (д.)
- Данилково (д.)
- Дворяниново (д.)
- Дворянинцево (д.)
- Дегтяриха (д.)
- Деменское (д.)
- Демидково (д.)
- Демьянки (д.)
- Деревеньки (д.)
- Диделово (д.)
- Дитино (д.)
- Дмитриевское (Дмитриеская с/а) (с.)
- Дмитриевское (Семловская с/а) (д.)
- Догадцево (д.)
- Догадцево (ст.)
- Долгуши (д.)
- Дор (д.)
- Дубня (д.)
- Дубровки (д.)
- Дулягино (д.)
- Дьяконово (Ермаковская с/а) (д.)
- Дьяконово (Покровская с/а) (д.)
- Дякино (д.)
- Евсевьево (д.)
- Евсюково (д.)
- Ездино (д.)
- Елгинино (д.)
- Елково (д.)
- Еляково (д.)
- Ерденево (д.)
- Еремеево (д.)
- Ермаково (д.)
- Есиплево (Бабаевская с/а) (д.)
- Есиплево (Горинская с/а) (д.)
- Жаденово (д.)
- Жирово (д.)
- Жолнино (д.)
- Заворотково (д.)
- Завражново (д.)
- Завражье (д.)
- Задорино (д.)
- Зазирки (д.)
- Займа (д.)
- Замково (д.)
- Запесье (д.)
- Заречье (д.)
- Захарово (Вахтинская с/а) (д.)
- Захарово (Дмитриевская с/а) (д.)
- Захарцево (д.)
- Захарьино (д.)
- Звонкая (д.)
- Зименки (Дмитриевская с/а) (д.)
- Зименки (Зименковская с/а) (д.)
- Зубово (д.)
- Зубцово (д.)
- Зуево (д.)
- Иваники (Даниловская с/а) (д.)
- Иваники (Покровская с/а) (д.)
- Ивановское (Даниловская с/а) (д.)
- Ивановское (Покровская с/а) (д.)
- Ивановское (Рыжиковская с/а) (д.)
- Ивановское (Семловская с/а) (д.)
- Ивники (д.)
- Избино (д.)
- Извалки (д.)
- Измайлово (д.)
- Ильинское (Горинская с/а) (д.)
- Ильинское (Семловская с/а) (д.)
- Ильинское (Трофимовская с/а) (д.)
- Илькино (д.)
- Исаево (Покровская с/а) (д.)
- Исаево (Середская с/а) (д.)
- Ищейки (Ярославская область) (д.)
- Кабачарово (д.)
- Каблуково (д.)
- Каликино (Семивраговская с/а) (д.)
- Каликино (Середская с/а) (д.)
- Калитино (Бабаевская с/а) (д.)
- Калитино (Марьинская с/а) (д.)
- Калиты (д.)
- Карачино (д.)
- Карповское (д.)
- Карьер (д.)
- Качаево (д.)
- Киндерево (д.)
- Кирехоть (д.)
- Китаево (д.)
- Кишаново (д.)
- Кишкино (д.)
- Кишманово (д.)
- Клоково (д.)
- Клочково (д.)
- Княщина (д.)
- Кожевники (д.)
- Козлово (Середская с/а) (д.)
- Козлово (Шаготская с/а) (д.)
- Колотово (д.)
- Кондраково (д.)
- Кондратово (д.)
- Конищево (д.)
- Копанцы (д.)
- Копнинское (д.)
- Коптево (д.)
- Коробейкино (д.)
- Коровино (Зименковская с/а) (д.)
- Коровино (Середская с/а) (д.)
- Корчагино (д.)
- Корягино (Федуринская с/а) (д.)
- Корякино (д.)
- Коряково (д.)
- Косково (Семловская с/а) (д.)
- Косково (Трофимовская с/а) (д.)
- Косково (Федуринская с/а) (д.)
- Косово (д.)
- Костюшино (д.)
- Красниково (Бабаевская с/а) (д.)
- Красниково (Семловская с/а) (д.)
- Красново (д.)
- Крохино (д.)
- Крутово (д.)
- Кузнецово (Покровская с/а) (д.)
- Кузнецово (Семивраговская с/а) (д.)
- Кузнецово (Середская с/а) (д.)
- Кузьмино (Бабаевская с/а) (д.)
- Кузьмино (Марьинская с/а) (д.)
- Кузьминское (д.)
- Кукуйка (д.)
- Кулиги (д.)
- Курилово (Покровская с/а) (д.)
- Курилово (Федуринская с/а) (д.)
- Лагерево (д.)
- Ладейки (д.)
- Ладыгино (д.)
- Левашово (д.)
- Леоньково (д.)
- Леушино (Рыжиковская с/а) (д.)
- Леушино (Шаготская с/а) (д.)
- Лом (д.)
- Ломки (Никольская с/а) (д.)
- Ломки (Семловская с/а) (д.)
- Ломок (д.)
- Лукино (д.)
- Лунка (ст.)
- Лупачево (д.)
- Лучицево (д.)
- Лыкошино (д.)
- Лытино (д.)
- Лычово (д.)
- Любимцево (д.)
- Макарово (Ермаковская с/а) (д.)
- Макарово (Слободская с/а) (д.)
- Максимово (д.)
- Максимцево (д.)
- Малахово (д.)
- Маликово (д.)
- Малое Бякишево (д.)
- Малое Вяльцево (д.)
- Малое Левашово (д.)
- Малое Марьино (д.)
- Малое Сартово (д.)
- Малое Старово (Бабаевская с/а) (д.)
- Малыгино (д.)
- Малые Дворишки (д.)
- Малый Дор (д.)
- Манжаково (д.)
- Марково (Бабаевская с/а) (д.)
- Марково (Семивраговская с/а) (д.)
- Марково (Семловская с/а) (д.)
- Марково (Трофимовская с/а) (д.)
- Марьино (Семивраговская с/а) (д.)
- Марьино (Середская с/а) (д.)
- Маслятино (д.)
- Матвейково (Даниловская с/а) (д.)
- Матвейково (Покровская с/а) (д.)
- Матвейцево (д.)
- Маурино (Тороповская с/а) (д.)
- Маурино (Трофимовская с/а) (д.)
- Медведки (д.)
- Меленки (д.)
- Мельниково (д.)
- Миглеево (д.)
- Михалево (Вахтинская с/а) (д.)
- Михалево (Дмитриевская с/а) (д.)
- Михалево (Федуринская с/а) (д.)
- Михальцево (д.)
- Мичкулово (д.)
- Мишутино (Ермаковская с/а) (д.)
- Мишутино (Тороповская с/а) (д.)
- Молоково (д.)
- Молчаново (д.)
- Моруево (д.)
- Морщихино (д.)
- Мохово (д.)
- Мохоньково (д.)
- Мошково (д.)
- Муньково (д.)
- Мускулино (д.)
- Мутыкалово (д.)
- Мыс (д.)
- Мышкарово (д.)
- Назарово (Рыжиковская с/а) (д.)
- Назарово (Семивраговская с/а) (д.)
- Напрудское (д.)
- Негородово (д.)
- Недомолвино (д.)
- Неклюдцево (д.)
- Нефедково (д.)
- Нефедово (д.)
- Нефедьево (д.)
- Нижний Починок (д.)
- Никитино (Рыжиковская с/а) (д.)
- Никитино (Середская с/а) (д.)
- Никиткино (Даниловское сельское поселение) (д.)
- Никиткино (Дмитриевское сельское поселение) (д.)
- Никиткино (Зименковский сельский округ) (д.)
- Никиткино (Середской сельский округ) (д.)
- Николо-Отводное (с.)
- Никольское (Никольская с/а) (с.)
- Никольское-Нальяново (с.)
- Новенькое (Бабаевская с/а) (д.)
- Новенькое (Дмитриевская с/а) (д.)
- Новенькое (Тороповская с/а) (д.)
- Ново-Богородское (д.)
- Ново-Ивановское (д.)
- Новое (с.)
- Новополево (д.)
- Новоселки (Рыжиковская с/а) (д.)
- Новоселки (Семловская с/а) (д.)
- Ночевки (д.)
- Овинцево (д.)
- Озерки (Середская с/а) (д.)
- Озерки (Середская с/а) (с.)
- Октябрево (д.)
- Окунево (д.)
- Ольховка (д.)
- Омелино (д.)
- Орехово (д.)
- Осташево (д.)
- Остроносово (д.)
- Очково (д.)
- Павликово (д.)
- Павловское (д.)
- Панино (д.)
- Пантелеево (ст.)
- Пантелейки (д.)
- Пасхалино (д.)
- Пасынково (д.)
- Перекладово (д.)
- Петрилово (д.)
- Петровское (д.)
- Петухово (д.)
- Пирютино (д.)
- Плетенево (Марьинская с/а) (д.)
- Плетенево (Семловская с/а) (д.)
- Плосково (д.)
- Погорелка (Даниловская с/а) (д.)
- Погорелки (Дмитриевская с/а) (д.)
- Погорелки (Трофимовская с/а) (д.)
- Поддубново (д.)
- Подольново (Бабаевская с/а) (д.)
- Подольново (Дмитриевская с/а) (д.)
- Подольново (Зименковская с/а) (д.)
- Подольново (Тороповская с/а) (д.)
- Покров (Покровская с/а) (с.)
- Покров (Федуринская с/а) (д.)
- Полтинино (д.)
- Пономарево (Дмитриевская с/а) (д.)
- Пономарево (Шаготская с/а) (д.)
- Попадьино (д.)
- Попково (д.)
- Поповское (д.)
- Посирово (д.)
- Поташево (д.)
- Потешкино (д.)
- Починок (Бабаевская с/а) (д.)
- Починок (Семловская с/а) (д.)
- Починок (Середская с/а) (д.)
- Починок (Трофимовская с/а) (д.)
- Праулино (д.)
- Привалово (д.)
- Прокунино (д.)
- Прудища (д.)
- Псарево (д.)
- Пугино (д.)
- Путятино (ст.)
- Путятино (д.)
- Пшеничново (д.)
- Раи (д.)
- Раменье (д.)
- Распутьево (д.)
- Рахманово (д.)
- Реброво (д.)
- Рекша (д.)
- Решетники (д.)
- Ристово (д.)
- Родионцево (д.)
- Романцево 1 (д.)
- Романцево 2 (д.)
- Ростилово (д.)
- Рощино (п.)
- Ртищево (д.)
- Рудлево (д.)
- Рыбино (д.)
- Рыжиково (д.)
- Рылово (д.)
- Рязаново (д.)
- Савкино (д.)
- Салово (д.)
- Самсоново (Зименковская с/а) (д.)
- Самсоново (Рыжиковская с/а) (д.)
- Сафроново (д.)
- Свистуново (д.)
- Свиткино (д.)
- Севастьяново (д.)
- Селезнево (д.)
- Семеновское (д.)
- Семенцево (д.)
- Семивраги (д.)
- Семлово (д.)
- Сендерево (д.)
- Сенино (д.)
- Сенюшино (д.)
- Сергейцево (д.)
- Середа (с.)
- Серково (Даниловская с/а) (д.)
- Серково (Семловская с/а) (д.)
- Сидорово (д.)
- Симаново (д.)
- Скипино (д.)
- Скоково (д.)
- Скулепово (д.)
- Слегино (д.)
- Слобода (д.)
- Слободищи (д.)
- Слоново (д.)
- Смыслово (д.)
- Солониково (д.)
- Соркино (Бабаевская с/а) (д.)
- Соркино (Семивраговская с/а) (д.)
- Соснево (д.)
- Сосновка (Даниловская с/а) (д.)
- Сосновки (Трофимовская с/а) (д.)
- Соть (ст.)
- Сошкино (д.)
- Спас (с.)
- Спирково (д.)
- Спицино (д.)
- Станово (д.)
- Старина (д.)
- Старово (Никольская с/а) (д.)
- Старово (Середская с/а) (д.)
- Степаниково (Бабаевская с/а) (д.)
- Степаниково (Даниловская с/а) (д.)
- Степаново (д.)
- Стокшино (д.)
- Стонятино (д.)
- Стратилат (д.)
- Страшево (д.)
- Стройково (д.)
- Стряпково (д.)
- Субаево (д.)
- Суетино (д.)
- Сухарево (д.)
- Сырнево (д.)
- Таганово (д.)
- Тайбузино (д.)
- Таранино (д.)
- Татарское (д.)
- Ташаново (д.)
- Телицино (д.)
- Теперское (д.)
- Терентьево (д.)
- Терехино (д.)
- Тесы (д.)
- Тетерино (д.)
- Тиманово (д.)
- Тимонино (д.)
- Титово (д.)
- Токарево (д.)
- Токовое (д.)
- Тонково (д.)
- Тополево (д.)
- Торопово (п.)
- Торопово (с.)
- Троица (д.)
- Троица-Калясники (д.)
- Трофимово (д.)
- Труденево (д.)
- Турбицы (д.)
- Туфаново (д.)
- Тюляфтино (д.)
- Угодье (д.)
- Усеимово (д.)
- Усово (д.)
- Усолкино (д.)
- Ухринский (п.)
- Ушаки (д.)
- Федино (д.)
- Федорково (д.)
- Фёдоровское (д.)
- Федурино (д.)
- Федчино (д.)
- Федяково (д.)
- Фетинкино (д.)
- Филенское (д.)
- Филино (Ермаковская с/а) (д.)
- Филино (Семивраговская с/а) (д.)
- Филино (Трофимовская с/а) (д.)
- Филиповское (д.)
- Фоминское (Вахтинская с/а) (д.)
- Фоминское (Зименковская с/а) (д.)
- Хабарово (д.)
- Хабарово (с.)
- Харино (д.)
- Хламотино (д.)
- Хмельничново (д.)
- Хмельничное (д.)
- Холм (д.)
- Хорошавино (д.)
- Хорупино (д.)
- Хорь (д.)
- Хотеново (д.)
- Хохлово (д.)
- Хрипуново (д.)
- Частилово (д.)
- Чебаково (д.)
- Ченцы (д.)
- Чернево (д.)
- Черницино (д.)
- Чистополье (д.)
- Чубарово (д.)
- Чурьяково (Никольская с/а) (д.)
- Чурьяково (Середская с/а) (д.)
- Шаготь (с.)
- Шалахино (д.)
- Шапкино (д.)
- Шахонино (д.)
- Шевнино (д.)
- Шелованиха (д.)
- Шелыгайка (д.)
- Шеметово(д.)
- Шерстнево (д.)
- Шибаново (д.)
- Шилово (д.)
- Шиловское (д.)
- Шихирево (д.)
- Шишкино (д.)
- Шолохово (д.)
- Шубино (д.)
- Шуклино (д.)
- Шухобино (д.)
- Щевлягино (д.)
- Щербины (д.)
- Щетниково (д.)
- Юрилы (д.)
- Юрино (Ермаковская с/а) (д.)
- Юрино (Слободская с/а) (д.)
- Юркино (Дмитриевская с/а) (д.)
- Юркино (Федуринская с/а) (д.)
- Юрьево (д.)
- Язвицево (д.)
- Язово (д.)
- Яксайка (д.)
- Ямушино (д.)
- Ярухино (д.)
- Ясельник (д.)
- Яскино (Никольская с/а) (д.)
- Яскино (Трофимовская с/а) (д.)